# Người Armenia
Người Armenia (tiếng Armenia: հայեր, hayer [hɑˈjɛɾ]) là sắc tộc bản địa tại Cao nguyên Armenia tại Tây Nam Á.
Người Armenia chiếm phần lớn dân số của Cộng hòa Armenia. Bởi các sự xâm chiếm lâu dài của ngoại bang, một lượng lớn (khoảng 5 triệu) người hải ngoại có gốc gác hoàn toàn hoặc phần nào từ tổ tiên Armenia hiện sống bên ngoài nước Armenia hiện đại. Hầu hết trong số đó sống tại Nga, Hoa Kỳ, Pháp, Gruzia, Iran, Liban, và Syria. Ngoại trừ trường hợp ở Gruzia, Iran, Nga và các quốc gia cựu Xô viết, người Armenia hải ngoại ngày nay hình thành chủ yếu theo sau nạn Diệt chủng Armenia.
Hầu hết người Armenia theo Giáo hội Tông truyền Armenia, một giáo hội Chính thống giáo Cựu Đông phương, đây cũng là giáo hội quốc gia lâu đời nhất thế giới. Kitô giáo bắt đầu được truyền vào Armenia không bao lâu sau thời Đức Giêsu, nhờ nỗ lực của hai tông đồ - Thánh Tađêô và Thánh Batôlômêô. Vào đầu thế kỷ thứ 4, Vương quốc Armenia trở thành quốc gia đầu tiên nhận Kitô giáo làm quốc giáo nhờ sự cống hiến của Thánh Grigor Người khai sáng.
Tiếng Armenia thuộc ngữ hệ Ấn-Âu. Ngôn ngữ này gồm hai dạng có thể hiểu qua lại: tiếng Đông Armenia, ngày nay sử dụng ở Cộng hòa Armenia, Iran cũng như các nước Cộng hòa cựu Xô viết; và tiếng Tây Armenia, sử dụng ở vùng lịch sử Tây Armenia và, sau nạn diệt chủng, chủ yếu ở các cộng đồng Armenia hải ngoại. Bảng chữ cái Armenia do Thánh Mesrop Mashtots sáng chế năm 405 CN.